# Ranelva
Die Ranelva ist ein 130 km langer Fluss in der Kommune Rana und somit einer der längsten Flüsse in der norwegischen Provinz Nordland. Der Fluss hat seinen Ursprung im Gubbeltåga im Saltfjell, und Randalselv (samisch: Goabdesjåhkå) an der Grenze von Norwegen zu Schweden. Die eigentliche Ranelva beginnt am Zusammenfluss von Randalselva und Gubbeltåga. Der Fluss fließt hauptsächlich in westsüdwestlicher Richtung.
Auf seinem Weg nach Südwesten nimmt der Fluss die Virvasselva von Süden her kommend auf.
Dieser Flussabschnitt hat die samische Bezeichnung Ruovadajåhkå.
Bei Storvoll münden die Flüsse Bjøllåga, Tespa und Stormdalsåga von Norden, und die Messingåga von Süden in die Ranelva.
Der Fluss setzt seinen Weg in südwestlicher Richtung durch das Tal Dunderlandsdal fort, wo ihm die Flüsse Grønfjellåga und Plura zufließen.
Südwestlich der kleinen Siedlung Røssvoll, mündet der Fluss Langvassåga, welcher den See Langvatnet entwässert, in die Ranelva.

Die Ranelva mündet bei Selfors nahe Mo i Rana in das östliche Ende des Ranfjords.
Das Einzugsgebiet des Flusses beträgt 3790 km². Vor dem Bau der Wasserkraftwerke Reinforsen (1925) und Langvatnet (1964) betrug dieses sogar 3843 km².
Die Europastraße 6 und die Nordlandsbanen folgen dem Lauf des Flusses vom Polarkreis bis zu seiner Mündung bei Mo i Rana.
Die Ranelva ist beliebt bei Anglern. Der Fluss ist reich an Lachsen und Forellen. Einer der größten Lachstunnels in Norwegen (385 m lang, 1956 erbaut) befindet sich am Wasserfall Reinforsen.
Der Fluss wurde unterhalb des Wasserfalls Sjøforsen in den Jahren 1996, 2004 und 2005 mit Rotenon behandelt, um den Lachsparasiten Gyrodactylus salaris zu bekämpfen, der zuerst 1975 im Fluss auftrat.